# Calignac
Calignac település Franciaországban, Lot-et-Garonne megyében. Lakosainak száma 489 fő (2022. január 1.). Calignac Montagnac-sur-Auvignon, Espiens, Fieux, Nérac és Saumont községekkel határos.

## Népesség
A település népességének változása:
| Lakosok száma | 401  | 410  | 387  | 419  | 523  | 514  | 478  | 472  | 476  | 489  |
|               | 1968 | 1982 | 1990 | 2006 | 2013 | 2015 | 2017 | 2019 | 2020 | 2022 |